# Лобанов, Михаил Александрович
Михаил Александрович Лобанов (1943—2015) — советский, российский музыковед, доктор искусствоведения, профессор.

## Биография
В 1962 г. поступил в Ленинградскую консерваторию на теоретико-композиторский факультет (музыковедческое отделение). В 1967 г. он, окончив Ленинградскую консерваторию, поступил в её заочную аспирантуру по кафедре истории русской и советской музыки, которую закончил в 1971 г. В 1976 М. А. Лобанов защитил диссертацию «Претворение стилевых черт русской народной песни в мелодике А. К. Глазунова» на соискание ученой степени кандидата искусствоведения по специальности музыкальное искусство. В 1981 он был принят в члены Союза композиторов. В 1992 г. получил ученое звание старшего научного сотрудника, в 2000 г. защитил диссертацию на тему «Культура вокальных мелодий-сигналов на северо-западе России» на соискание ученой степени доктора искусствоведения по той же специальности.
В 1990 г. М. А. Лобанов был принят на работу по совместительству в Российский государственный педагогический университет им. А. И. Герцена. В 2002 г. его избрали на должность профессора кафедры музыкального воспитания и образования РГПУ. С 2006 г. он находился в РГПУ на основной работе. Параллельно работая в Российском институте истории искусств, учреждении научно-исследовательского профиля, он с 2002 г. занимает там должность ведущего научного сотрудника (с 2006 года — по совместительству).

## Научная деятельность
Направление музыковедческих интересов М. А. Лобанова — прежде всего музыкальная фольклористика с её выходами в смежные дисциплины. В поле его интересов входило также индивидуальное композиторское творчество. Общий стаж научно-педагогической работы М. А. Лобанова — 35 лет, в том числе преподавание в ВУЗе — 18 лет. М. А. Лобанова отличали разносторонность, широта эрудиции, что проявлялось в его педагогической деятельности, в анализе и оценке обсуждаемых работ. Ему был поручен такой непростой участок работы, как педагогическая (фольклорная) практика с выездом студентов в сельскую местность. Он брал на себя научную подготовку заседаний СНО, ежегодных мемориальных собраний на факультете. По его инициативе и под его руководством вышел целиком подготовленный студентами сборник песен, собранных в экспедициях факультета музыки.
С 1969 г. М. А. Лобанов трудился в научно-фольклористических центрах: вначале это — сектор фольклора Института русской литературы (Пушкинский дом) РАН, затем — сектор фольклора Российского института истории искусств. В 1981 г. М. А. Лобанов был принят в члены Союза композиторов. Затем он был избран председателем секции музыкального фольклора в Союзе композиторов С.-Петербурга. Он являлся членом Восточно-европейской и славянской фольклористической ассоциации — SEEFA (США), где вёл активную работу, публикуя исследования в журналах «Folklorica» и «Palaeoslavica». Все сказанное определило многоаспектный характер его научной деятельности, в которую входит, главным образом, полевая собирательская работа, издание фольклорных материалов и исследования в области народного творчества. Он обогатил русскую фольклористику открытием неизвестной до него жанровой области мелодий-сигналов, создал фундаментальный указатель русских народных песен, разработав уникальную систему классификации мелодических типов песенных напевов по музыкальным структурно-аналитическим данным. Материал изучается им на широком сравнительном фоне, с учётом достижений зарубежной науки. Кроме того, М. А. Лобанову принадлежат работы о М. И. Глинке, И. Ф. Стравинском, современных петербургских композиторах, об оперным спектаклях.
М. А. Лобанов участвовал в 50 фольклорных экспедициях (Архангельская, Нижегородская, Астраханская, Волынская обл. и все области Северо-Запада РФ). В его транскрипции издано порядка 600 народных мелодий и более 100 сказок — в основном то, что им записано в экспедициях. С 2001 г. центр его экспедиционной работы переместился на факультет музыки где он руководит летней фольклорной практикой студентов (Тверская, Орловская обл.)
Шесть раз М. А. Лобанов выигрывал гранты на научно-исследовательские и издательские проекты (РГНФ, Фонд Сороса, грант Президента РФ). Он также работал в Архиве Пауля Захера (Базель) как стипендиат Фонда Пауля Захера (1999). Ещё он являлся руководителем коллективного проекта — указатель напевов «Русские народные песни в записи фольклористов городов России и зарубежных стран» (при поддержке РГНФ).
М. А. Лобанов постоянно выступал с докладами на научных конференциях. Он — участник престижных научных форумов в Москве, Петербурге, Петрозаводске и других городах РФ, а также в Польше, Швейцарии, Болгарии, Боснии, Украине, Грузии.
В список публикаций М. А. Лобанова входят 200 научных трудов, в том числе 3 монографические работы, 4 академических тома памятников фольклора, в подготовке которых он участвовал, 2 учебных пособия по линии РГПУ, а также статьи, журнальные рецензии. Двадцать его статей издано в США, Англии, Германии, Болгарии, Грузии, Латвии, Украине на государственных языках этих стран.

## Педагогическая работа
До поступления на работу в Педагогический университет им. А. И. Герцена работа М. А. Лобанова в области педагогики носила эпизодический характер. Все его достижения в этой деятельности связаны исключительно с РГПУ. Придя к вузовской педагогике сложившимся, опытным специалистом-фольклористом, он стал на факультете музыки у начала фольклорного направления, которое успешно развивается и поныне. Он организовал летнюю фольклорную практику студентов, провел, начиная с 2001 г., восемь экспедиций, заложил на современном уровне фольклорный архив. В 2004 г. он разработал концепцию и учебный план новой специализации на вечернем отделении «Музыкальный фольклор» и стал председателем предметной комиссии. На общем потоке он читал курсы «Народное музыкальное творчество» и «История музыки различных стран и народов», а по фольклорной специализации провёл курсы, посвященные источниковедению музыкальной фольклористики и нотированию народных мелодий с фонограммы.
Большое место в педагогической работе М. А. Лобанова занимало руководство выпускными квалификационными и дипломными работами студентов. Тематика этих работ разнообразна, охватывая не только народную музыку, но также развитие детской музыкальности, использование музыки в коррекционной школе, произведения композиторов, созданные для детей, образы детей во «взрослой» музыке и др. Среди магистерских диссертаций, созданных под его руководством, достаточно серьёзный научный вклад вносят работы об истории финской духовной песни, о теме Новгорода в отечественной музыке и некоторые другие.
У М. А. Лобанова прошли аспирантуру и успешно защитили кандидатские диссертации южно-корейский музыковед Цой Ён-Гиль по теме «Черты стиля Шостаковича. Итоги и проблемы изучения в советском и российском музыкознании» (2004), М. Г. Людько — «О новых аспектах в воспитании музыкального слуха в классе сольфеджио», и докторскую -А. Н. Соколова (Майкоп)- на тему «Традиционная инструментальная культура западных адыгов: Системно-типологическое исследование» (2006).
М. А. Лобанов — автор пяти учебно-методических работ. Его учебное пособие «Русская народная музыка. Вокальные жанры» (СПб.: Образование, 1993) успешно применяется на факультете музыки все эти годы. Другие его учебно-методические работы — «Обычаи русских посиделок», «Этносольфеджио. На материале традиционной песни русской деревни» — выходили из печати двумя изданиями, что свидетельствует об их востребованности в образовательном процессе.

## Публикации

### Монографии
- Стих былины. СПб.: РИИИ, 2008.
- Гуго Вольф. Краткий очерк жизни и творчества. Л.: «Музыка». 1989.
- Лесные кличи. СПб.: Изд-во СПбГУ, 1997.
- Русские народные песни в записи ленинградских фольклористов. Музыкально-систематический указатель напевов по их первым публикациям (1927—1991). Выпуск I. В 3-х кн.
- Кн. 1. Часть библиографическая. СПб.: «Д.Буланин», 2003
- Русские народные песни в записи ленинградских фольклористов. Музыкально-систематический указатель напевов по их первым публикациям (1927—1991). В 3-х кн. Кн. 2. Нотные примеры. СПб.: «Д.Буланин», 2003
- Русские народные песни в записи ленинградских фольклористов. Музыкально-систематический указатель напевов по их первым публикациям (1927—1991). В 3-х кн. Кн. 3. Часть аналитическая. СПб.: «Д.Буланин», 2003
- Русские народные песни. Записи фольклористов городов России и зарубежных стран. Выпуск II. В 3-х кн. Кн. 1. Часть библиографическая. «Д.Буланин», 2015
- Русские народные песни Записи фольклористов городов России и зарубежных стран. В 3-х кн. Кн. 2. Нотные примеры. «Д.Буланин», 2015
- Русские народные песни Записи фольклористов городов России и зарубежных стран. В 3-х кн. Кн. 3. Часть аналитическая. «Д.Буланин», 2015
- Композитор Георгий Фиртич: «Врунгель» и неведомое. Композитор — СПб: 2011

### Сборники
- Песни и сказки Пушкинских мест. Фольклор Горьковской обл. Вып. 1 (Сборник фольклора). Л.: «Наука». 1979.
- Традиционный фольклор Новгородской области. Песни, причитания. (Сборник фольклора). Л.: «Наука». 1979. 350 с.
- Предания и песни Болдинской старины. 2-е изд. с доп. (Сборник фольклора). Горький, Волго-Вятское кн. изд-во, 1980
- Посиделки в Новгородской области. (Сборник фольклора). Новгород: Упр. Культуры и КПР, 1988.
- Предания и песни болдинской старины. (Сборник фольклора). Горький: Волго-Вятское кн. изд-во, 1990. 3-е изд. с изм. и доп.
- Нижегородская свадьба: Пушкинский места — Нижегородское Поволжье — Ветлужский край (Сборник фольклора). Спб.: «КультИнформ-Пресс», 1998.

### Учебные пособия
- Обычаи русских посиделок. М., Минкультуры, 1990
- Русская народная музыка. Вокальные жанры. СПб., «Образование», 1993.
- Этносольфеджио. На материале традиционной песни русской деревни. СПб., «Северный олень», 1996.
- Этносольфеджио. На материале традиционной песни русской деревни. Изд. 2-е, дополненное. СПб.: «Композитор- Санкт-Петербург», 2007
- Обычаи русских посиделок [Переизданиние № 65 с существ. доп.] Сужено, ряжено (Я вхожу в мир искусств, № 2 (42)).- М., ВЦХТ, 2001
- Этносольфеджио (Программа учебной дисциплины). Музыкальное образование. / Отв. ред. Т. П. Самсонова. СПб., 2005. (Лен. гос. ун-т им. А. С. Пушкина)
- Рабочая тетрадь: Народное музыкальное творчество. (Экзаменационные материалы для иностранных студентов). СПб, 2013
- Методические рекомендации в помощь собирателю фольклора Новгородской области. Новгород, Упр. Культуры, 1984.
- Ленинградская композиторская организация. Творческий состав. (Ното-диско-библиографический справочник). Л.: «Советский композитор», 1989

### Статьи
- Неизвестная птица русского фольклора (Статья). Palaeoslavica XV, no 1/ 2008, Cambridge — Massachusetts.
- Образцы народного многоголосия / Сост. И. И. Земцовский. — М., 1972. Ж: «Советская музыка», № 6, 1973.
- Гошовский В. Л. У истоков народной музыки славян. — М., 1971. Русский фольклор, XIV. Л.,"Наука", 1974.
- Проблемы музыкальной науки [Проблемы музыкальной науки. — М., 1972. — Вып. 1, 1973, Вып. 2]. Ж: «Советская музыка», № 12, 1975.
- Из истории венгерской музыки [Bárdoś K. Volksmusikartige Variirungstechnik in den ungarischen Passionen. — Budapest, 1975]. Ж: «Советская музыка», № 8, 1978
- Фольклорный праздник в Горьком. [Заключительный гала-концерт областного смотра фольклора]. Ж: «Советская музыка», № 3, 1979.
- Устьянские песни. Вып. 1 / Сост. А. М. Мехнецов. — Л., 1983. Ж: «Советская этнография», № 4, 1985. — С. 154—156.
- Одна «Весна» сменить другую спешит. [ «Ленинградская. музыкальная весна» 1990 г.]. Ж: «Искусство Ленинграда» № 3, 1991.
- Последние исследования литовских этномузыковедов [ Ritual and Music. Papers presented at the International Conference held in Vilnius. Dezember 11—12 1999.]. — ЯЛИК, Изд-во СПбГУ, № 40, 2000
- Ritual and Music. Papers presented at the International Conference held in Vilnius. Dezember 11—12 1999. [Ритуал и музыка. Доклады на Международной конференции. Вильнюс 1999 г.]. Lied und populaere Kultur. Jahrbuch des Deutschen Volksliedarchivs. — Bd. 46. — Münster — New York — München — Berlin, 2001
- Бэйли Д. Избранные статьи по русскому народному стиху. — М., 2001. Ж: Традиционная культура, 2002, № 3.
- Кто же задал первый вопрос? [J.Jourdania. Who asked the first question? — Tbilisi: Logos, 2006]. Ж: «Живая старина», 2008, № 3
- Выдающийся исследователь-фольклорист (К 125-летию со дня рожд. Ю. Н. Мельгунова) (Статья). Ж: «Советская музыка», № 10, 1971.
- Фольклорная традиция в Мошенском районе (Статья). Русский фольклор, XIII. — Л.: «Наука», 1972
- Новые значения старого термина — (Статья). Ж: «Советская музыка», № 10, 1973.
- [Фольклорная экспедиция] — (Статья). Ж: «Советская этнография», № , 1973.
- Об изучении мелодики русской народной песни в отечественном музыкознании — (Статья). Русский фольклор, XIV. — Л., «Наука», 1974.
- [Фольклорная экспедиция] — (Статья). Русский фольклор, XIV. — Л.: «Наука», 1974.
- Песни лесных рабочих Поветлужья (Статья). Русский фольклор, XV. — Л.:"Наука", 1975.
- Фольклор народов РСФСР в фонограммархиве ИРЛИ АН СССР (Статья). Фольклористика Российской Федерации. — Л.: «Наука», 1975.
- Теоретические вопросы публикации и систематизации напевов в Своде русского фольклора — (Статья). Русский фольклор XVII, — Л.: «Наука», 1977.
- Песенная культура Горьковской области. (Статья). Современность и фольклор. — М.: «Музыка», 1977.
- Сборники русских народных песен в 1974 году. (Статья). Русский фольклор XVII. — Л.: «Наука», 1977.
- Фольклор Ленинградской области. (Статья). Ж: «Советская этнография» № 6, 1979.
- Запись И. А. Федосовой на фонограф. (Статья). Русский Север. — Л.: «Наука», 1981.
- Проблема систематизации народнопесенных напевов в зарубежной славянской музыкальной фольклористике 1970-х гг. (Статья). Русский фольклор XXI, — Л.: «Наука», 1981.
- Конференция памяти В. Я. Проппа. (Статья). Ж: «Русская литература», № 3, 1981.
- Новочеркасская рукопись. Новое о деятельности А. М. Листопадова. — (Статья). Ж: «Советская музыка», № 10, 1983.
- Вокальные мелодии-сигналы в крестьянском быту. (Статья). Ж: «Советская этнография», № 5, 1983.
- Музыкально-этнографический комментарий к формуле благопожелания в былинах. (Статья). У истоков фольклорных тем и образов / Отв. ред. Б. Н. Путилов. — Л.: «Наука», 1984.
- Неопубликованный романс С.Ляпунова на стихи А. Ахматовой — (Статья и публикация). Ежегодник Рукописного отдела ИРЛИ на 1980 г. — Л.: «Наука», 1984.
- Старинные обряды и традиционный фольклор по р. Кулой, Абрамовскому и Зимнему берегам Белого моря. (Статья). Русский фольклор, XXII. — Л.: «Наука», 1984.
- Vocal Melodic Signals in Peasant Life [ Вокальные мелодии-сигналы в крестьянской жизни]. (Статья). Soviet Antropology and Archeology. Winter 1983-84. Vol. XXII, no 3. — New York: M. Sharpe, 1984.
- Проблемът за систематизацията на народнопесенните напеви в задграничната славянска музикална фолклористика на 70-те години [ Проблема систематизации народнопесенных напевов в заграничной славянской музыкальной фольклористике]. (Статья). Ж: «Музикални хоризонти», № 9, София, 1984.
- Русская народная музыка в жизни и собирательской деятельности П. И. Якушкина. Напевы песен. Комментарии. (Статья и публикация). Собрание народных песен П. В. Киреевского. Записи П. И. Якушкина. Т. 2. / Изд. подгот. З. И. Власова. — Л.: «Наука», 1986.
- 80-летие Б. А. Арапова. (Статья). Информ. бюллет. СК СССР. — № 1—2. — М., 1986. — С. 34
- Болдинские параллели к сцене «Княжеский терем» в «Русалке» Пушкина. (Статья). Временник Пушкинской комиссии. — Вып. 21. — Л.: «Наука», 1987.
- Уголок для творчества. Стравинский в Устилуге (Статья). Ж: «Музыкальная жизнь», № 7, 1988.
- Тайна строфического варьирования. (Статья). Ж: «Советская музыка», № 5, 1988.
- Этнографический концерт в Ленинградском Доме композиторов. (Статья). Информационный бюллетень СК СССР, № 5, — М., 1988.
- Междустрофное импрови-зационное варьирование. Традиция и обучение (Статья). Традиционный фольклор и современные народные хоры и ансамбли. — Л.: ЛГИТМиК, 1989
- Александр Владимирцов (Статья). Ж: «Ленинградская панорама», № 9, 1991.
- Погляд на вивчення українського пісенного вірша (Статья). Материали III конференціі дослідників народної музики червоноруських та суміжних земель. — Львів, 1992.
- Колесная лира у Шуберта (Статья). Вопросы инструментоведения. — СПб.: РИИИ, 1993.
- Контрастная полифония в мордовско-эрзянских свадебных причитаниях (Статья). Фольклор и современная духовная культура финно-угров. — Саранск, 1993.
- Мелодический тип: иллюзии и реальность (Статья). Актуальные теоретические проблемы этномузыкознания. Материалы конф. — СПб., РИИИ, 1993.
- Песня раскулаченных (Статья). Фольклор и культурная среда ГУЛАГА. — СПб., 1994.
- Многоголосие русской песенной лирики Пинежья по современным данным (Статья). Песенная лирика устной традиции / Сост. И. Земцовский — СПб.: РИИИ, 1994.
- Гиппиусовские чтения (Статья). — ЯЛИК, Изд-во СПбГУ, № 1, 1994
- Международные связи вокальных мелодий сигналов Северо-Запада России (Статья). Проблемы этнической истории и межэтнических контактов прибалтийско-финских народов. — СПб., РЭМ, 1994.
- Ранний опыт научно-фольклористической записи русских народных песен (Статья и публикация). Русская народная песня: Неизвестные страницы музыкальной истории. — СПб.: РИИИ, 1995.
- Былинный стих вне былины (Статья). Выбор и сочетание. Открытая форма / Сост. К. Южак — Петрозаводск, 1995
- Лесные мелодии-кличи в системе русской народной музыки — (Статья). Ж: «Живая старина» № 4, 1995
- От составителя (Статья). Экспедиционные открытия последних лет. — СПб.: «Д. Буланин», 1996.
- Похороны Дударя: Песня и обряд — (Статья). Экспедиционные открытия последних лет. — СПб.: «Д. Буланин», 1996.
- Герстенберга и Дитмара сборник (Статья). Музыкальный Петербург. XVIII в. — Вып.1. — СПб.: «Композитор», 1996.
- Украинский фольклор Устилуга в творчестве Стравинского. (Статья). Стравинський та Україна. / Сост. А. Терещенко — Киев: «Абрис», 1996
- Синтаксис музыкальной речи [Конференция] (Статья). — ЯЛИК, Изд-во СПбГУ, № 15, 1996
- Ethnomusicilogy in Russia in Recent Years (Статья). Ж: SEEFA News. Vol. 1, no 2, Fall 1996.
- Рассказы старожилов Устилуга о Стравинском и его окружении (Статья). Стравинський та Україна. — Киев:, «Абрис» 1996
- Рассказы старожилов Устилуга о Стравинском и его окружении — (Статья — Переизд. № 90). И. Ф. Стравинский. Сб.статей / Сост. В. Варунц — М.: МГК им. Чайковского 1997.
- И. Ф. Стравинский. Сб. статей / Сост. В. Варунц — М.: МГК им. Чайковского 1997. Памяти А. М. Листопадова / Сост. Т. С. Рудиченко — Ростов-на-Дону: «Гефест», 1997.
- Заметка о похоронных причитаниях тихвинских карел (Статья). Из истории С.-Петебургской губернии. Новое в гуманитарных исследованиях. — СПб.: Изд-во СПбГУ, 1997.
- Колесная лира и музыка Шуберта (Статья). Ж: «Музыкальная академия», № 3, 1997.
- Процессуальность в музыке устной традиции [ Конференция] — (Статья). ЯЛИК, Изд-во СПбГУ, № 24, 1997
- Folklore Expedition of the Russian Institute of History of the Arts [Фольклорная экспедиция Российского института истории искусств] — (Статья). Ж: SEEFA News. Vol. 2, no 1, 1997
- Словесные группы в композиции былинного стиха (Статья). Фольклор: Комплексная текстология / Сост. В. Гацак — М.: «Наследие», 1998.
- Интеллектуал нового типа в музыкознании 1960-х [О Ю. Г. Коне] (Статья). Ж: «Музыкальная академия», № 3-4, 1998.
- Секция музыкального фольклора Союза композиторов СПб. — (Статья) Ж: «Живая старина», № 1, 1998.
- Трутовский В. (Статья). Музыкальный Петербург. XVIII в. — Т. 3. — СПб.: «Композитор» 1999.
- Сборник Трутовского (Статья). Музыкальный Петербург. XVIII в. — Т. 3. — СПб.: «Композитор» 1999.
- A Collection of Translations of Russian Folk Songs. Lineva’s visit to Amerika (1892—1896) [Сборник переводов русских народных песен: Пребывание Линевой в США] — (Статья). Ж: SEEFA journal. Vol. IV, Number 1. Spring 1999.
- Карьера Трутовского (Статья). Ж: «Живая старина», № 3, 1999.
- The Poetics of Folklore [ Поэтика фольклора Конференция памяти В. Я. Проппа в СПбГУ] (Статья). Ж: SEEFA journal. Vol. IV, Number 1. Spring 1999.
- А. М. Листопадов как публикатор песенных напевов в собственной записи (Статья). Проблемы изучения и развития казачьей культуры. — Майкоп, 2000.
- Звук или напев? (Статья). Вопросы инструментоведения. Вып. IV / Сост. В. Свободов — СПб.: РИИИ, 2000.
- Григ, Шопен и… новгородские ауканья (Статья). Ж: «Музыкальная академия», № 2, 2001.
- Предисловие (Статья). В. А. Лапин. Библиографический указатель. — СПб.: РИИИ, 2001.
- Культура вокальных мелодий-сигналов (лесных кличей) на Северо-Западе России (Статья). Очерки исторической географии. Северо-Запад России. Славяне и финны. — СПб., 2001.
- Towards the Systematization of Stanza Forms in Russian Folk Songs [О систематизации строфики русской народной песни] -(Статья). Ж: SEEFA Journal Fаll 2002. Vol.VII, no 2.
- О формировании мелодического клише (Статья). Историческая морфология / Сост. Н. Альмеева — СПб., РИИИ, 2002.
- The Priest in the Village Wedding (Ethnographic Notes) [Священник на деревенской свадьбе. Этнографические заметки] (Статья). Ж: Folklorica — Fall 2004. Vol. IX, no 2.
- Переписка М. П. Беляева с С. М. Ляпуновым (Статья, публикация, примечания). М. А. Балакирев. Личность. Традиции. Современники — СПб.: «Композитор» 2004.
- Чикагский сборник русских народных песен (К пребыванию Е. Э. Линевой в Америке в 1892—1896 гг.) — (Статья). Ж: «Музыковедение». 2004, № 1.
- Ernst Emsheimer — Friend of Caucasus Folklore [Эрнст Эмсгеймер — друг кавказского фольклора ] (Статья). The V.Sarajishvili Tbilisi State Conservatoire/ International Research Center for Traditional Polyphony. Bulletin, Tbilisi, 2005, No 2.
- Ещё раз об истоках русской лирической песни (Статья). Памяти Михаила Кесаревича Михайлова. Сборник материалов и статей. — СПб.: СПбГК, 2005.
- Неопубликованное письмо Ф. М. Колессы к Д. К. Зеленину — (Статья). Родина Колессів у духовному та культурному життi України кінця XIX—XX століття — Львів, 2005.
- Священник на деревенской свадьбе (Этнографические заметки) (Статья). Традиционная культура: Поиски, интерпретации, материалы / Отв. ред. и сост. А. Ф. Некрылова. — СПб.: РИИИ, 2006.
- Мое хождение в композицию (Статья). Венедикт Пушков: Музыка кино. Музыка души / Сост. В. Г. Соловьев, С. С. Клитин. — СПб.: «Сударыня». 2006.
- Скрипка и гусли. Заметки о способе держания инструмента (Статья). Традиционная культура. Научный альманах. — М., 2006. № 1.
- Пролегомены к единой истории песни в России (Статья). Первый Всероссийский конгресс фольклористов. Сборник докладов / Отв. ред. А. С. Каргин. — М., 2006.
- Духов день в Понизовщине (Бельский район Тверской области). По записям 2004—2005 гг. — (Статья). Palaeoslavica XIV/2006 Cambridge — Massachusetts.
- О процедуре подблюдных гаданий (К одной из гипотез В. Я. Проппа) (Статья). Морфология праздника. Сборник статей. — СПб.: Изд-во СПбГУ, 2006.
- Об источниках темы «Коса» в «Свадебке» Стравинского (Статья). Стравинский в контексте времени и места / Ред.-сост. С. И. Савенко. — М., 2006. (Научн. труды МГК им. Чайковского. Сборник 57)
- On the Practicing of Podbliudnoe Fortune-telling in Russia [К процедуре подблюдных гаданий в России] (Статья). Palaeoslavica XIV/2006 Cambridge — Massachusetts.
- «Руслан» и «Парсифаль» (Статья). М. И. Глинка. К 200-летию со дня рождения. Т. 2. — М.: МГК, 2006.
- Песенник (Статья). Три века Санкт-Петербурга. Энциклопедия в трех томах. — СПб.: СПбГУ, 2006. — Т. II: XIX век, кн. пятая.
- Архив и полевая фольклористика (Статья). Источниковедение истории культуры. Сб. статей. Вып. 1. / Сост. Э. А. Фатыхова. — СПб.: «Астерион», 2006.
- K.V.Kvitka’s Correspon-dence with the Academians of Petrograd-Leningrad [Переписка К. В. Квитки с учеными Петрограда-Ленинграда] (Статья). Ж: Folklorica / Journal of the Slavic and East European Folklore Association. Vol XII. 2007 University of Alberta
- Аналитическая обработка напевов для группировки по типам и вариантам в указателе русских песенных мелодий. Труды конференции «Покровские дни» — Н. Новгород, 2011. Т. 3
- После Белы Бартока (Статья). Отечественная этномузыкология. История науки, методы исследования, перспективы развития / Научн. ред. Г. В. Лобкова. — СПб., 2011. — Т. 1.
- Контексты Романса Антониды (Статья). Музыковедение, № 5, 2012 (Список ВАК)
- Из музыкальных традиций Устилуга. К вопросу об источниках творчества Стравинского (Статья). Устилуг — Голливуд / Отв. ред. В. В. Смирнов. — СПб.: Композитор, 2012.
- Колокол и песня (Статья). Музыковедение, № 9, 2012. (Список ВАК)
- Танцевальная баллада и военная тема (Статья). Ж: Живая старина, № 2, 2012
- Шесть ненаписанных опер Сергея Баневича (Статья). Музыка: Задуманное, забытое, возвращенное… / Сост. и отв. ред. З. М. Гусейнова. Г. А. Некрасова — СПб.: 2012.
- Многоголосие и напев в среде многомикрофонной записи песенного фольклора (Статья). Русская музыка в политэтническом контексте / Ред.-сост. Е. В. Порфирьева, Л. А. Федотова. — Казань, 2012.
- Колокола в русском свадебном обряде (Статья). Живая старина, № 4, 2012
- От составителя (Статья). Экспедиционные открытия последних лет / Сост. и отв. ред. М. А. Лобанов. — Вып. 2. — СПб., 2009.
- «Штобы дуло, штобы горело…»: выклики ветру на подсеке (Статья). Экспедиционные открытия последних лет /Сост. и отв. ред. М. А. Лобанов Вып. 2. — СПб., 2009.
- VI Международный симпозиум по народному многоголосию (Тбилиси, 2012) (Статья). Ж: Musicus 4(32), 2012. (СПбГК)
- Скрытый фольклоризм (к проблеме нотации народной музыки) (Статья). Зелёный зал-2. Альманах /Сост. и отв. ред. А. Ф. Некрылова. — СПб., 2010.
- База данных как средство анализа и поиска мелодических вариантов (Статья). Традиционные музыкальные культуры на рубеже столетий / Ред. колл. Ю. Артамонова и др. — М., 2008.
- Народный поэт Елпидифор Барсов (Статья). Актуальные проблемы современной фольклористики и изучения классического наследия русской литературы / Власов А. Н. и др. — СПб.: Сага, 2009.

### Прочее
- Ряд рецензий на музыкальные постановки и концерты, в том числе: «Рита исправится», «Мусоргский в Малом Оперном», «Сатана, женщины и… Гофман», «Саянские огни».
- Из писем К. В. Квитки ученым Петрограда — Ленинграда (по неопубликованным материалам 1920-х годов) (Вст. статья, публ., комм.) Из фондов Кабинета рукописей Российского института истории искусств / Сост. Г.Копытова. СПб.: РИИИ, 2007
- Традиционные напевы южно-сибирской мордвы (песни, причитания) — (Вступительная статья, публикация напевов, при-мечания). Финно-угорские музыкальные традиции в контексте межэтничеcких отношений. Сборник научных трудов / Отв. ред. Н. И. Бояркин. — Саранск: МордГУ, 2008
- Previously Unaccjunted Type of Russian Song Polyphony [Неучтенный тип русского песенного многоголосия] (Текст доклада). The Third International Symposium on Traditional Polyphony. 25-29 September 2006 Tbilisi,Georgia [Tbilisi, 2008].
- Экспедиционные открытия последних лет. Вып. 2. Сборник научных статей (Научное редактирование). «Д. Буланин»: СПб, 2009
- Нотное приложение (вступительная статья, нотации фонозаписей, комментарии). Гусев В. Е. Очерки славянской культуры / Сост. С .В. Кучепатова — РИИИ: СПб., 2012
- Joint Singing of the Vepses and Archaik Phenomena in the Peasаnt Multiрarty Singing in the Baltic Countries (Текст доклада). The V International Symposium on Traditional Polyphony / Ed. R. Thurtsumia, J. Jordania. — Tbilisi, 2012.
- Многоголосие вепсов и совместное пение прибалтийско-финских и балтских народов (Текст доклада). Рябининские чтения — 2011. Материалы VI научной конференции по изучению и актуализации культурного наследия русского Севера / Отв. ред. Т. Г. Иванова — Петрозаводск, 2011
- Семья Лаговcких в музыкальной культуре и фольклористике (Текст доклада). Рябининские чтения — 2007. Материалы V научной конференции по изучению народной культуры Русского Севера. — Петрозаводск. 2007.
- The Polyphonic Performance of Folk Songs and The Systematization of Tunes [Многоголосие народной песни и систематизация напевов] (Текст доклада). The Second International Symposium on Traditional Polyphony. 23-27 September 2004 Tbilisi, Georgia [Tbilisi, 2006]
- Звукомир романса Антониды (К 200-летию М. И. Глинки) (Текст доклада). Звукомир художественного текста. (Междисциплинарный семинар — 7). — Петрозаводск, 2004
- Е. В. Гиппиус и проблема каталогизации народных мелодий (Тезисы доклада). Инструментоведческое наследие Е. В. Гиппиуса и современная наука. Материалы Международного инструментоведческого симпозиума. СПб, 2003 (РИИИ).
- Свадебные песни Северной Руси в записях Пушкина (Текст доклада). Локальные традиции в народной культуре Русского Севера. Материалы IV Международной научной конференции «Рябининские чтения — 2003» / Отв. ред. Т. Г. Иванова. Петрозаводск, 2003
- Колокола в русском свадебном обряде (Тезисы доклада). V конгресс этнографов и антропологов России. Омск, 9 — 12 июня 2003 г. М., 2003
- Российский гуманитарный научный словарь. Т. 2 /. А. Бабаджанян; Балалайка; В. Баснер; М. Блантер; Н. Богословский; Н. Будашкин; С. Василенко; А. Гедике; Гармоника; Е. Гиппиус; Гусли; И. Держинский; А. Должанский; Домра; Дуда; И. Дунаевский. — (Энц. статьи). СПб, 2002. Т. 1.
- Российский гуманитар-ный научный словарь. Т. 2 /. В. Захаров; М. Иванов-Борецкий; М. Ипполитов-Иванов; Лира; Ю. Милютин; Б. Мокроусов; В. Мурадели; А. Новиков; Г. Носов; А. Островский (Энц. Статьи). СПб, 2002. Т. 2.
- Российский гуманитарный научный словарь. Т. 3 /В. Соловьев-Седой; М. Таривердиев; Д. Тухма-нов; Я. А. Френкель; Шарманка — (Энц. статьи). СПб, 2002. Т. 3.
- Alexeyev Eduard (Энц. статья). New Grove Dictionary of Music / Ed. S. Sadie — London, 2001. Vol. 1.
- Lineva Eugeniya (Энц. статья). Ibid. Vol. 14.
- Rubtsov Feodosij (Энц. статья). Ibid. Vol. 21.
- Yefimenkova Borislava (Энц. статья). Ibid, Vol. 27.
- Культура вокальных мелодий-сигналов на северо-западе России — (Диссертационный доклад). СПб. РИИИ, 2000,
- О неприменимости семи-отического понятия «художественный текст» к народной музыке (Тезисы доклада). Междисциплинарный семинар — 2. Петрозаводск: ПГК им. Глазунова, 1999
- Примечания [в сборнике романсов на стихи Пушкина]. Соловьев В. (сост.) «Одной любви музыка уступает…». — СПб.: «Сударыня», 1998.
- Лариса Михайловна Ивлева (1944—1995) (Статья-некролог). Ж: «Этнографическое обозрение», № 3, 1996
- Восточно-славянский фольклор. Словарь научной и народной терминологии (Энц. статьи: Огласовка; Попевка; Припевка; Слого-обрыв). Минск: «Наука и техника», 1993 .
- Устилуг и Стравинский. К постановке вопроса (Тезисы доклада). Перша конференція дослідників народної музики західно-українських та суміжних земель. — Львів, 1990
- Данные о звуковысотном строении напева в свете проблем систематизации русского музыкального фольклора — (Текст доклада). Звуковысотное строение народных мелодий. Материалы конференции. — М., КМФ СК РСФСР, 1991.
- Многоголосие и темп (Тезисы доклада). Песенное многоголосие народов России. — М.: КМФ СК РСФСР, 1989
- Русское народное многоголосие Пинежья по современным данным — (Тезисы доклада). Вопросы народного многоголосия. — Тбилиси: Изд-во ТГУ, 1988.
- Стремление к высокой духовности (Интервью с Б. А. Араповым). Ж: «Музыка в СССР», № 3, 1986.
- Роль причитаний Горьковской области в ареальном изучении русского фольклора — (Текст доклада). Музыка русской свадьбы. — М., КМФ СК РСФСР, 1987
- Системные черты в календарно-обрядовой песне Горьковской области (Тезисы доклада). Музыка народного календаря.-М., 1985 (КМФ СК РСФСР).
- Особенности подготовки к изданию экспедиционных записей в собрании А. М. Листопадова «Песни донских казаков» (по нотным материалам) — (Тезисы доклада). Фольклор казачьих поселений. — М, 1983, (КМФ СК РСФСР).
- Об изучении народной песни в зарубежной музыкальной фольклористике (Тезисы доклада). Традиционный и современный фольклор Приуралья и Сибири. — М., 1979. (ФК СК РСФСР)
- Местные особенности метрики и ритмики старин Карелии в связи с теорией происхождения русского эпического размера (Тезисы доклада). Местные стили материальной и духовной культуры Карелии. -Петрозаводск, 1981.
- Основные свадебные напевы Новгородской земли и вопросы изучения русской свадебной песни Карельской АССР (Тезисы доклада). Проблемы музыка-льного фольклора русского и финно-угорских народов Карелии и земель Северо-Запада РСФСР. — М., 1977. (ФК СК РСФСР)
- Предания и песни болдинской старины (Нотная часть сборника фольклора). Горький, Волго-Вятское кн. изд-во, 1972. 112 с.
- Экспедиционные откры-тия последних лет. (Сост. и отв. ред.). СПб.: «Д.Буланин», 1996
- Нижегородская свадьба: Пушкинские места — Нижегородское Поволжье — Ветлужский край (Отв. ред.). СПб.: КультИнформПресс. 1998
- Песни Чичатской стороны (Бельский р-н Тверской обл.) Записи 2003 г. (Общая ред). СПб.: СНО фак. музыки РГПУ, 2004
- Предисловие (Статья). 100 русских народных песен Ленинградской области / Отв. ред. Ф. В. Соколов. — Л., «Музыка», 1970.

## Награды
В 2010 году за заслуги в развитии отечественной культуры и искусства, многолетнюю плодотворную деятельность награждён медалью Ордена «За заслуги перед Отечеством» II степени.